# Stundenbuch von Peter II., Herzog der Bretagne

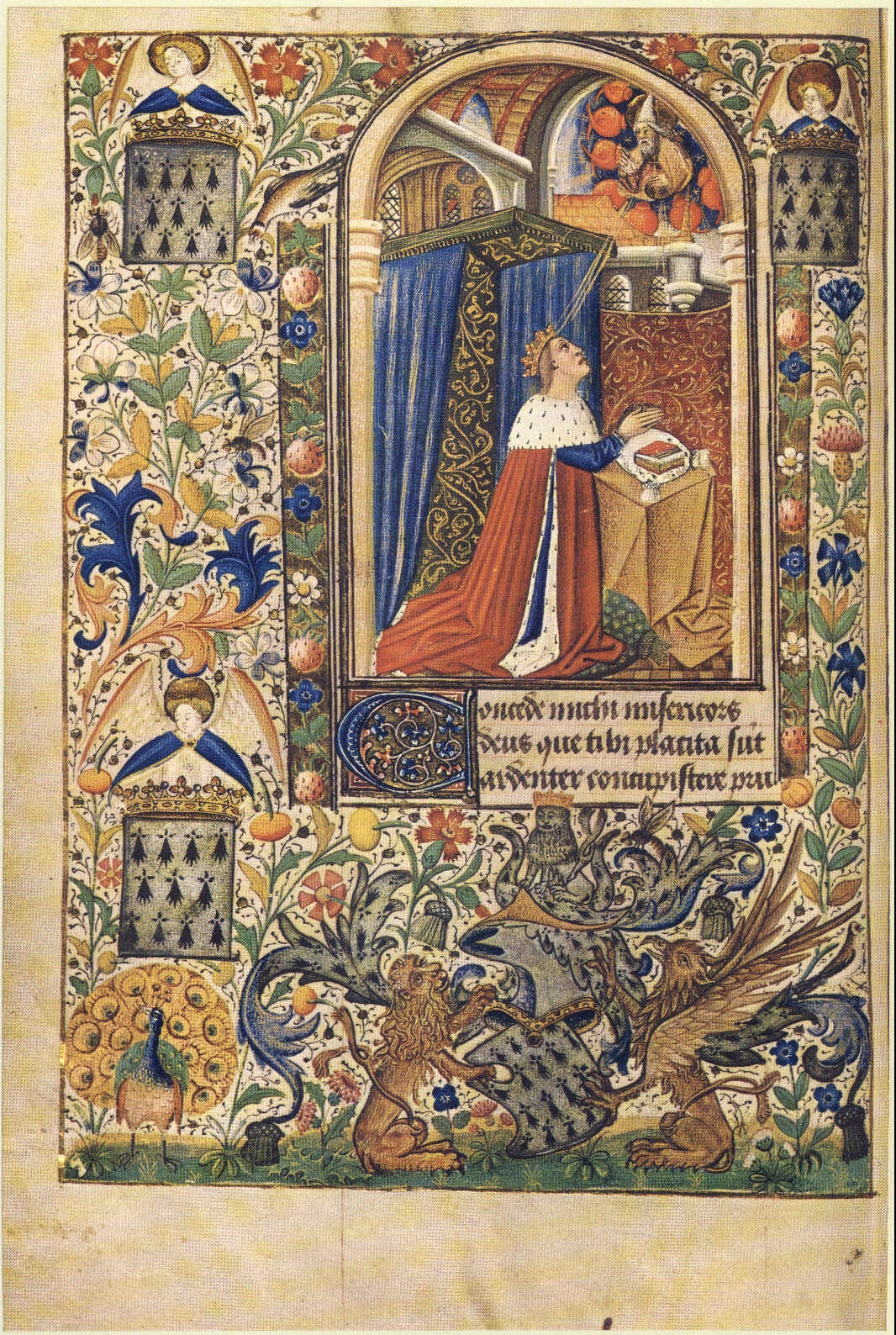
Offizielles Porträt des Herzogs (fol. 27v)

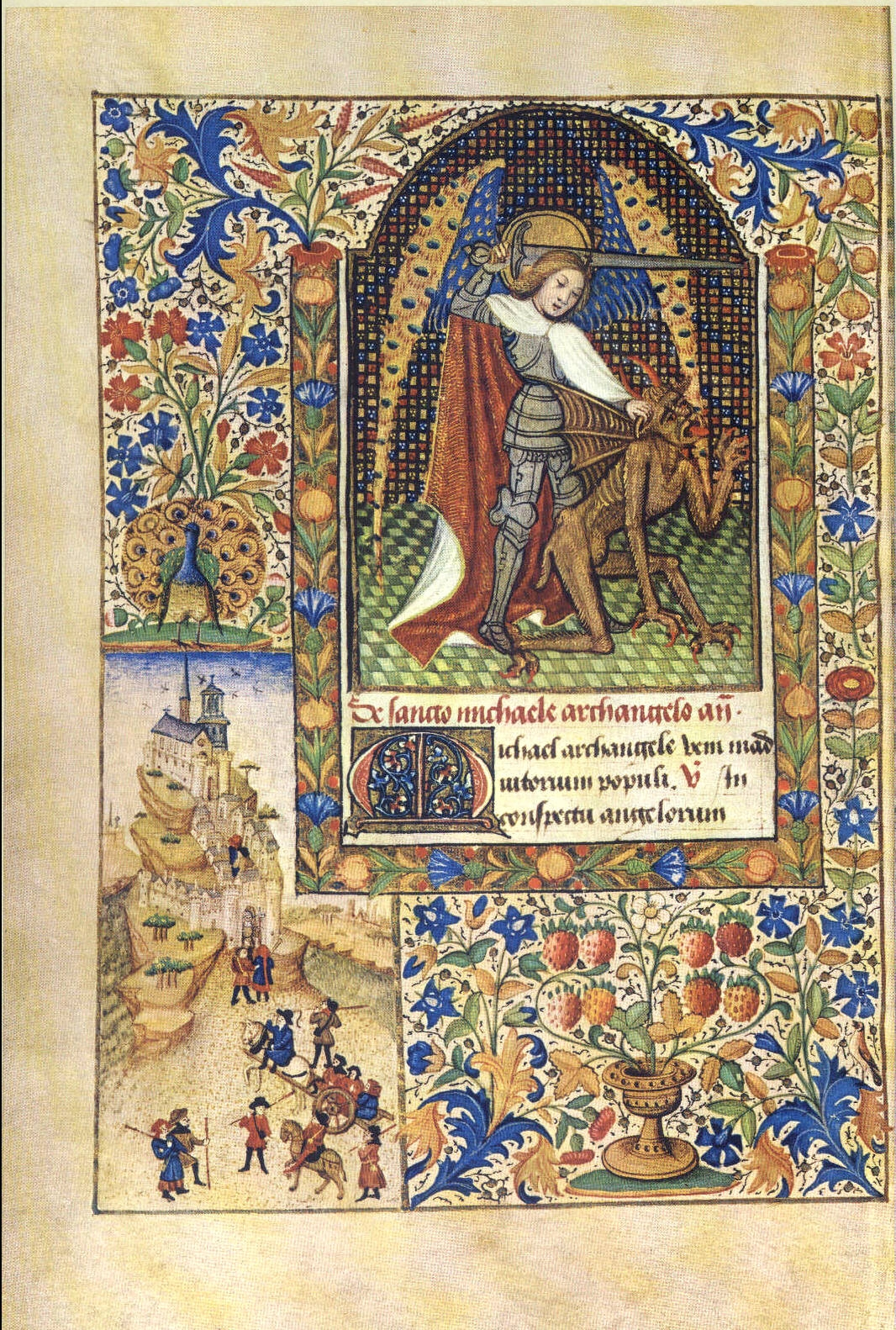
Hl. Michael, Mont-Saint-Michel (fol. 160v)

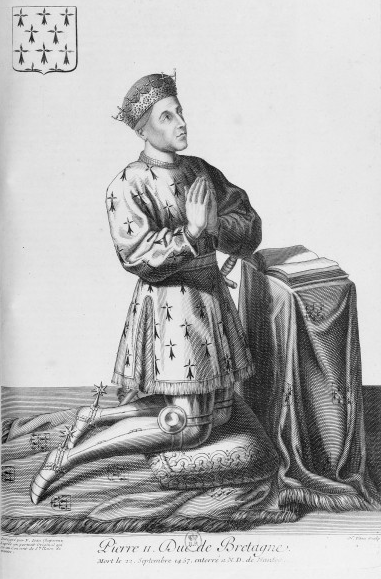
Peter II., Herzog der Bretagne

Das Stundenbuch von Peter II., Herzog der Bretagne ist eine in Paris entstandene Bilderhandschrift aus der Mitte des 15. Jahrhunderts. Es zieht die Aufmerksamkeit vor allem wegen der verschiedenen, in Französisch geschriebenen Gebete und Memoranden auf sich, die vor allem im Kalendarium und am Ende eingefügt wurden. Auf der letzten Seite findet sich ein Aufruf, dass dieses Stundenbuch dem Herzog gehört und jeder, der es findet und zurückgibt, einen Finderlohn erhält.

## Beschreibung
Liturgie von Nantes. Frankreich, Paris, vollendet 1455–1457. 19 × 13 cm, 177ff.
50 Miniaturen, Vignetten in den Bordüren.
Bibliothèque nationale, Paris, Signatur Latin 1159
Peter II. war Herzog der Bretagne während der letzten Phase des Hundertjährigen Krieges, in dem er bei Ereignissen eine wichtige Rolle spielte, die zur endgültigen Vertreibung der Engländer aus allen Winkeln Frankreichs mit Ausnahme von Calais führten.
Auf der obigen Abbildung erscheint er in voller herzoglicher Ausstattung mit Krone und rotem, hermelinbesetztem Mantel unter einem entsprechenden Baldachin kniend. Auf dem Betstuhl vor ihm liegt ein geschlossenes Stundenbuch. Anstatt darin zu lesen, schaut Peter nach oben auf eine Vision von Gottvater, von Cherubimen umgeben, der ihn segnet. Wie auch im Stundenbuch der Isabella Stuart ist das von Engeln gehaltene, bretonische Hermelinwappen in der Bordüre augenfällig. Auch hat der Künstler dieses Porträt noch dadurch betont, dass er die gesamte heraldische Ausstattung mit Löwe und Greif als Schildhalter, Turnierschild, Helm, Helmdecke und Helmzier hinzufügte.
Diese Porträtseite mit all ihrem heraldischen Prunk steht am Anfang einer Gebetfolge, die vor dem Marienoffizium eingefügt ist. In einem dieser in Französisch geschriebenen Gebete dankt Peter Gott dafür, dass er ihm das Herzogtum der Bretagne geschenkt hat, dessen er nicht wert ist. Er schließt mit der Bitte, dass die Güte Gottes ihm helfen möge, zur Rettung seiner Seele und zum Nutzen seiner Untertanen zu regieren.
Die zweite Seite stammt aus den Fürbittgebeten und zeigt den Erzengel Michael im Kampf mit dem Teufel. eine aus einem Abschnitt der Apokalypse hergeleitete Rolle: „Da entbrannte im Himmel ein Kampf; Michael und seine Engel erhoben sich, um mit dem Drachen zu kämpfen.“ (Offb 12,7 ). Interessant an dieser Seite ist jedoch vor allem die Topographie. In der linken unteren Ecke befindet sich eine Ansicht des Mont Saint-Michel mit Pilgern, die zu Fuß, zu Pferde und auf einem großrädrigen Wagen ankommen, wie er noch immer zur Überquerung des Sandes bei Ebbe benutzt wird.

## Peter de Montfort
Peter de Montfort war der zweite Sohn von Johann V. der Bretagne und Bruder von Franz I., dessen Nachfolger als Herzog er 1450 wurde. So wurde Isabella Stuart seine Schwägerin. Die wesentlichen Ereignisse seiner kurzen Regentschaft (1450–1457) waren das Ende des Hundertjährigen Krieges und die Heiligsprechung von Vinzenz Ferrer. Auf beide Ereignisse sind in diesem Buch tiefsinnige Anspielungen enthalten.
In der Auseinandersetzung zwischen England, Frankreich und der Bretagne machte Franz I. seinen Bruder Peter zum Generalleutnant des Herzogtums mit der Aufgabe, die verlorengegangene Stadt Fougères zurückzuerobern. Bei der Belagerung war Peter erfolgreich: Am 4. November 1449 drangen die bretonischen Soldaten in die stark zerstörte Stadt ein, deren Bewohner Grausamkeiten der Engländer ausgesetzt gewesen waren.
Der Dominikanerprediger Vinzenz, der in Versammlungen im Freien riesige Menschenmengen durch unerbittliche Schilderungen des Jüngsten Gerichtes bewegte, wurde durch die Anstrengungen dreier bretonischer Herzöge (Johann V., Franz I. und Peter II.) am 29. Juni 1455 heiliggesprochen. Er war bekannt und auch gefürchtet für seine Missionstätigkeit bei Juden, sowie gegen Katharer und Waldenser. Seine frühe Verehrung war damit begründet, dass es Anfänge von katharischen und waldensischen Bewegungen gab, die man durch die Darstellung dieses Heiligen abwehren wollte. Die Aufführung dieses neuen Heiligen in den Fürbittgebeten des Stundenbuches von Peter II. deutet darauf hin, dass diese Handschrift einige Zeit nach 1455 während der letzten beiden Lebensjahre des Herzogs vollendet worden sein muss. Peter hinterließ das Land bei seinem Tod im September 1457 reich und in Frieden. Im Scherz hieß es,  „seine Bauern speisten von silbernen Tellern, und die reichen Händler in den Häfen schliefen in silbernen Betten“.